# Massimo Alesi
Massimo Alesi (Civitavecchia, 26 luglio 1907 – 18 giugno 1988) è stato un politico italiano.
Dal 1955 al 1957 è stato presidente della Biennale di Venezia.
È stato deputato alla Camera per tre legislature, dal 1963 al 1976. Ha ricoperto l'incarico di Sottosegretario di stato all'Agricoltura e foreste nel Governo Andreotti II.

## Uffici di governo
- Governo Andreotti II: Sottosegretario di Stato all'Agricoltura e foreste dal 30 giugno 1972 al 7 luglio 1973